# Bełcząca
Bełcząca – rzeka w Warszawie, lewy dopływ rzeki Wisły, obecnie całkowicie skanalizowana. 

## Opis
Rzeka wypływała ze źródła w pobliżu ulicy Bagno, płynęła ulicą Nalewki (obecnie Stare Nalewki, do 2019 ul. Bohaterów Getta) i wpadała do Wisły w pobliżu obecnego mostu Gdańskiego. Nazwa Bełcząca nawiązywała do bełkotu wody.
W XVIII wieku Komisja Brukowa wzniosła na rzece murowany most, znajdujący się u wylotu ulicy Zakroczymskiej.
Została skanalizowana w II połowie XVIII wieku. Być może śladem jej przebiegu jest źródło Zdrój Królewski na terenie parku Traugutta, ponadto jej opisywany przebieg niekiedy krzyżuje się z opisywanym Strumieniem Nowomiejskim, mającym mieć źródła w okolicy ulic Nalewki, Gęsiej i Franciszkańskiej i być założeniem dla przebiegu Wału Zygmuntowskiego.